# Astragalus geniculatus
Astragalus geniculatus är en ärtväxtart som beskrevs av René Louiche Desfontaines. Astragalus geniculatus ingår i släktet vedlar, och familjen ärtväxter. Inga underarter finns listade i Catalogue of Life.